# Alexandra Rapaport
Alexandra Susanna Rapaport (Estocolmo, 26 de dezembro de 1971) é uma atriz sueca. Ela participou de mais de 40 longas-metragens e séries de TV, entre elas as séries policiais Morden i Sandhamn (2010), Gåsmamman (2015) e Heder (2019).

## Vida pessoal
Alexandra e o marido, Joakim Eliasson, tiveram um filho em 2007 e uma filha em 2010. Ela era tia da esquiadora alpina Matilda Rapaport, que morreu em um acidente de avalanche em 2016.

## Filmografia
- Tsatsiki, morsan och polisen (1999) - Tina
- Executive Protection (2000) - Pernilla
- Kronprinsessan (2006) (TV) – Charlotte Ekeblad
- A Midsummer Night's Party (2009) – Sofia
- Morden i Sandhamn (2010–presente) (TV) – Nora Linde
- The Crown Jewels (2011) - Marianne Fernandez
- The Hunt (2012) - Nadja
- Once Upon a Time in Phuket (2012) - Siri
- The Team (2015) (TV) – Liv Eriksen
- Modus (2015-2017) (TV) - Ulrika Sjöberg
- Gåsmamman (2015-2022) (TV) - Sonja Nordin Ek
- Spring Tide (2018) (TV) - Charlotte Pram
- Kieler Street (2018) – Nina Novak/Alina
- Heder (2019-presente) (TV) - Nour